# Élisabeth Lebovici
Pour les articles homonymes, voir Lebovici.
Élisabeth Lebovici, née en 1953, est une historienne de l'art, journaliste, critique d'art et militante féministe et lesbienne française .

## Biographie
Élisabeth Lebovici, fille du psychiatre et psychanalyste Serge Lebovici, naît dans une famille bourgeoise parisienne. Elle poursuit des études à Paris et à New York, et suit l'Independent Study Program du Whitney Museum of American Art. Elle soutient, en 1983, une thèse sur L'Argent dans le discours des artistes américains : 1980-1981 à l'université Paris-Nanterre. En 1991, elle entre au journal Libération pour lequel elle travaille jusqu'en 2006. Précédemment, elle est  rédactrice en chef au magazine Beaux Arts magazine et collaboré à Artpress. 
Elle s'intéresse particulièrement aux questions des genres et des sexualités, et s'attache aux relations entre féminisme, théorie queer, histoire de l'art et art contemporain. 
En 2007, elle publie avec Catherine Gonnard, l'ouvrage Femmes artistes, artistes femmes : Paris, de 1880 à nos jours qui retrace les parcours de dizaines d’artistes femmes à Paris de la fin du XIXe siècle au début du XXIe siècle,. 
Élisabeth Lebovici est l'autrice de nombreuses monographies d'artistes contemporains. Depuis 2006, elle co-organise, avec Patricia Falguières et Natasa Petresin-Bachelez, le séminaire Something You Should Know: artistes et product·eur·ices à l'EHESS
Elle est par ailleurs militante des droits LGBTQ, activiste pendant plusieurs années à Act Up-Paris, expérience qu'elle relate dans son livre Ce que le sida m'a fait : art et activisme à la fin du XXe siècle,, honoré du prix Pierre-Daix en 2017. Mariée avec Catherine Facerias[source insuffisante], elles sont ensemble membres fondatrices de la LIG (Lesbiennes d'intérêt général) - Fonds de dotation féministe et lesbien,. 
Au Palais de Tokyo s'est tenue, du 16 février au 14 mai 2023, EXPOSÉ·E·S, une exposition conçue d'après son ouvrage Ce que le sida m'a fait.

## Publications

### Ouvrages (liste non exhaustive)
- Ruggieri : 150 ans de feux d'artifice, en collaboration avec Patrick Braco, éditions Denoël, 1989
- Annette Messager : faire parade, éditions Paris-Musées (MAMVP), 1995  (ISBN 978-2879002279)
- Claude Cahun photographe édité par François Leperlier, éditions Paris-Musées et Jean-Michel Place, 1995
- Zoe Leonard, éditions du Centre national de la photographie, 1998,  (ISBN 978-2867541193)
- L'Intime, direction d'ouvrage, éditions de l'École nationale supérieure des beaux-arts, 1998,  (ISBN 978-2840560630)
- Philippe Thomas, (avec les textes de Corinne Diserens, Daniel Soutif, Jean-Philippe Antoine, Patricia Falguières), Musée d'art contemporain de Barcelone et Le Magasin, 2000-2001
- If on a Winter's Night… Roni Horn édité par Urs Stahel, éditions Steidl Verlag, 2005  (ISBN 978-3882439113)
- Valérie Mréjen, monographie, éditions Léo Scheer, coll. « Pointligneplan », 2005  (ISBN 978-2-915280-71-5)
- Georges Tony Stoll, éditions du Regard, 2006  (ISBN 2-84105-190-0)
- Femmes artistes/Artistes femmes : Paris, de 1880 à nos jours avec Catherine Gonnard, éditions Hazan, 2007  (ISBN 978-2754102063)
- Louise Bourgeois, édité par Marie-Laure Bernadac, Frances Morris, éditions de la Tate Publishing  (ISBN 978-1854376879), 2007, et Jonas Storsve, Centre Pompidou, 2008  (ISBN 978-2844263551)
- Zoe Leonard: photographs, édité par Urs Stahel Steidl Verlag, 2008  (ISBN 978-3865214942)
- Olga Kisseleva : mondes croisés, éditions Archibook, 2008  (ISBN 978-2915639834)
- À Roni Horn, éd. Éric Mézil[pas clair], éditions de la collection Lambert et Éditions Phébus, 2009  (ISBN 978-2752904270)
- Martin Szekely, éditions JPR-Ringier, 2010  (ISBN 978-3037640982)
- Nancy Spero, œuvres sur papier 1926-2009, édité par Jonas Storsve, éditions Gallimard/Centre Pompidou, 2010  (ISBN 978-2070130894)
- Birgit Jürgenssen, édité par Gabriele Schor, Heike Eipeldauer, Bank Austria Forum Sammlung/Prestel Verlag, 2010  (ISBN 978-3791351032)
- Mark Morrisroe : « in the Darkroom », édité par Beatrix Ruf, Thomas Seelig… JRP/Ringier, 2010  (ISBN 978-3037641217)
- Tacita Dean, the Friar’s Doodle, édité par Lynne Cooke, Abadia de Santo Domingo de Silos/Madrid, Musée Reina Sofía, Actar, 2010  (ISBN 978-8480264150)
- General Idea : trouble dans le genre, édité par Frédéric Bonnet, Paris-Musées et JRP/RIngier, 2011,  (ISBN 978-2759601479)
- Looking for Rosa Barba, in Rosa Barba. White is an Image, édité par Chiara Parisi, Andrea Villiani, Hatje Cantz Verlag, 2011, pp. 230-235  (ISBN 978-3-7757-3019-8)
- Ce que le sida m'a fait : art et activisme à la fin du XXe siècle, publié avec l'Association des amis de la Maison rouge, éditions JRP-Ringier, Paris, 2017  (ISBN 978-3-03764-499-7)
- Exposées - (d'après Ce que le SIDA m'a fait d'Élisabeth Lebovici) - Exposition Palais de Tokyo du 16 février au 14 mai 2023 - Fonds Mercator - Ouvrage sous la direction d'Élisabeth Lebovici et François Piron

### Articles
- « Pour une histoire de l’art paradoxale », Perspective, 4 | 2007, 561-563 [mis en ligne le 31 mars 2018, consulté le 31 janvier 2022. URL : http://journals.openedition.org/perspective/3561 ; DOI : https://doi.org/10.4000/perspective.3561].